# Lycodryas guentheri
Lycodryas guentheri är en ormart som beskrevs av Boulenger 1896. Lycodryas guentheri ingår i släktet Lycodryas och familjen snokar.
Inga underarter finns listade i Catalogue of Life.
Denna orm är endast känd från två mindre regioner på centrala och södra Madagaskar. Arten lever i låglandet och i bergstrakter upp till 1300 meter över havet. Den vistas i fuktiga skogar och klättrar på träd. Honor lägger ägg.
Beståndet hotas av skogens omvandling till jordbruksmark och av bränder. Utbredningsområdet är endast 2400 km² stort. IUCN listar arten som starkt hotad (EN).